# بورزنا
شهر بورزنا (به روسی: Борзна) در استان چرنیهیو در کشور اوکراین واقع شده‌است. جمعیت این شهر ۱۱٬۷۰۷ نفر  است.

## نگارخانه

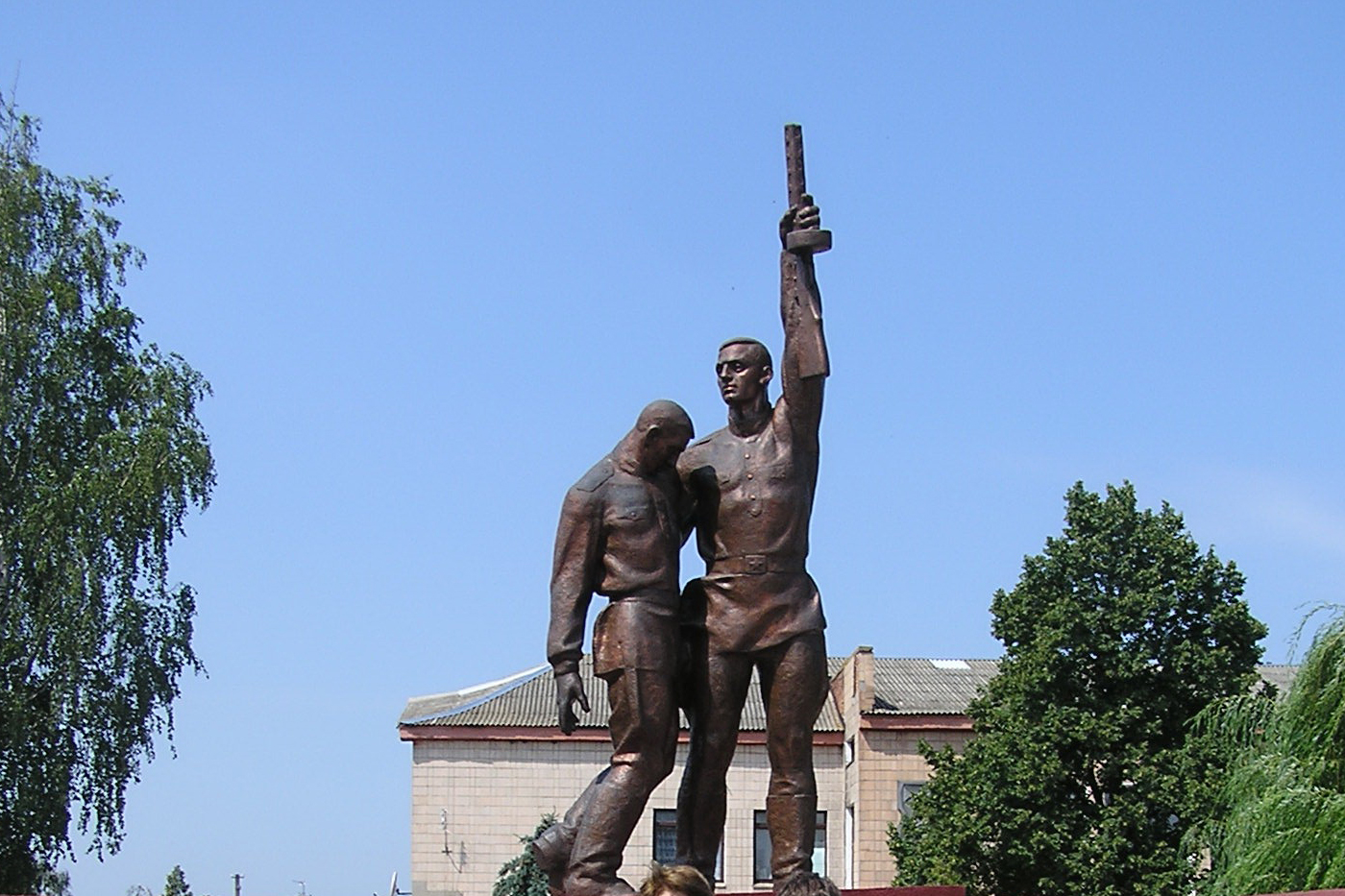
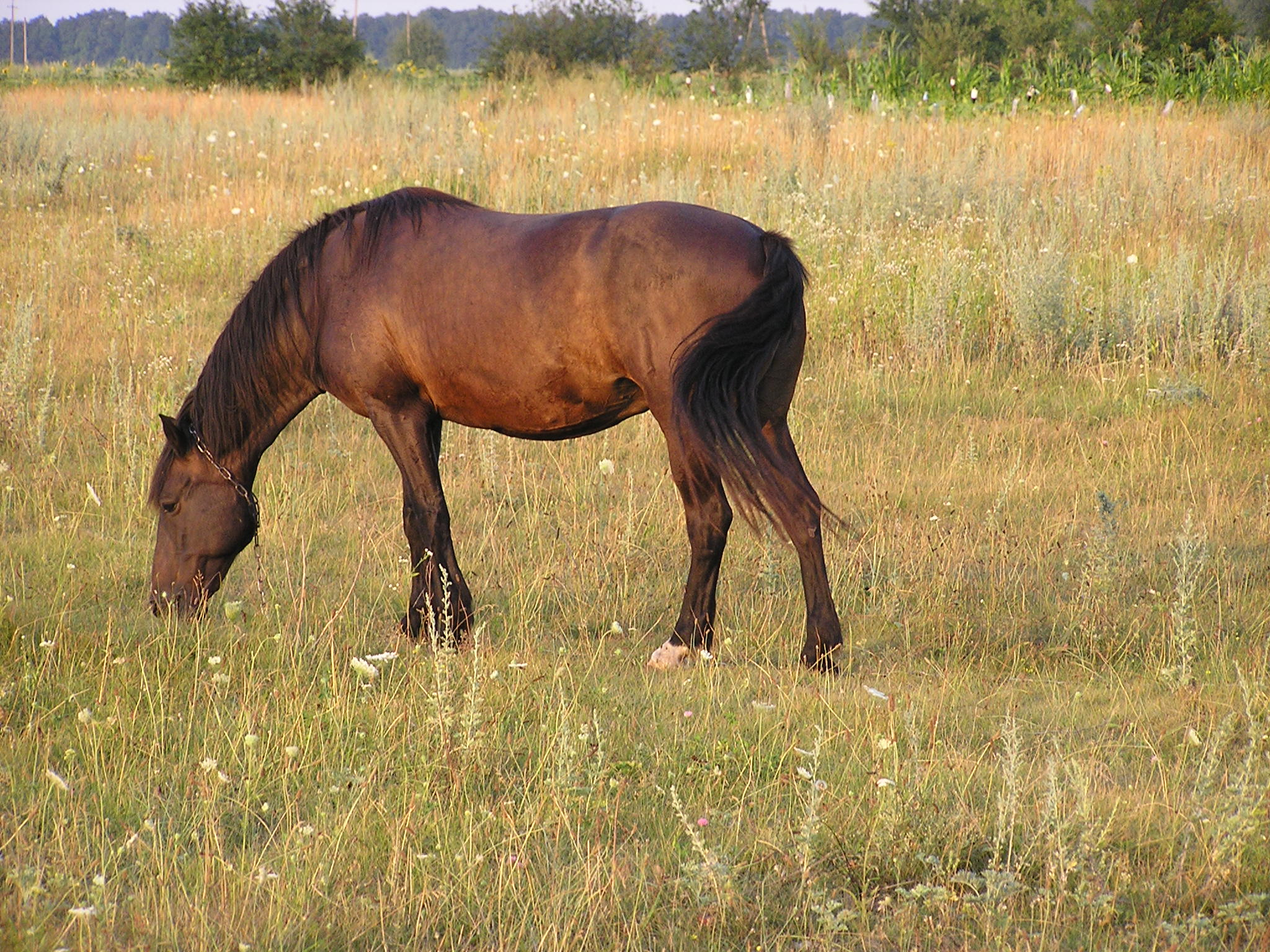
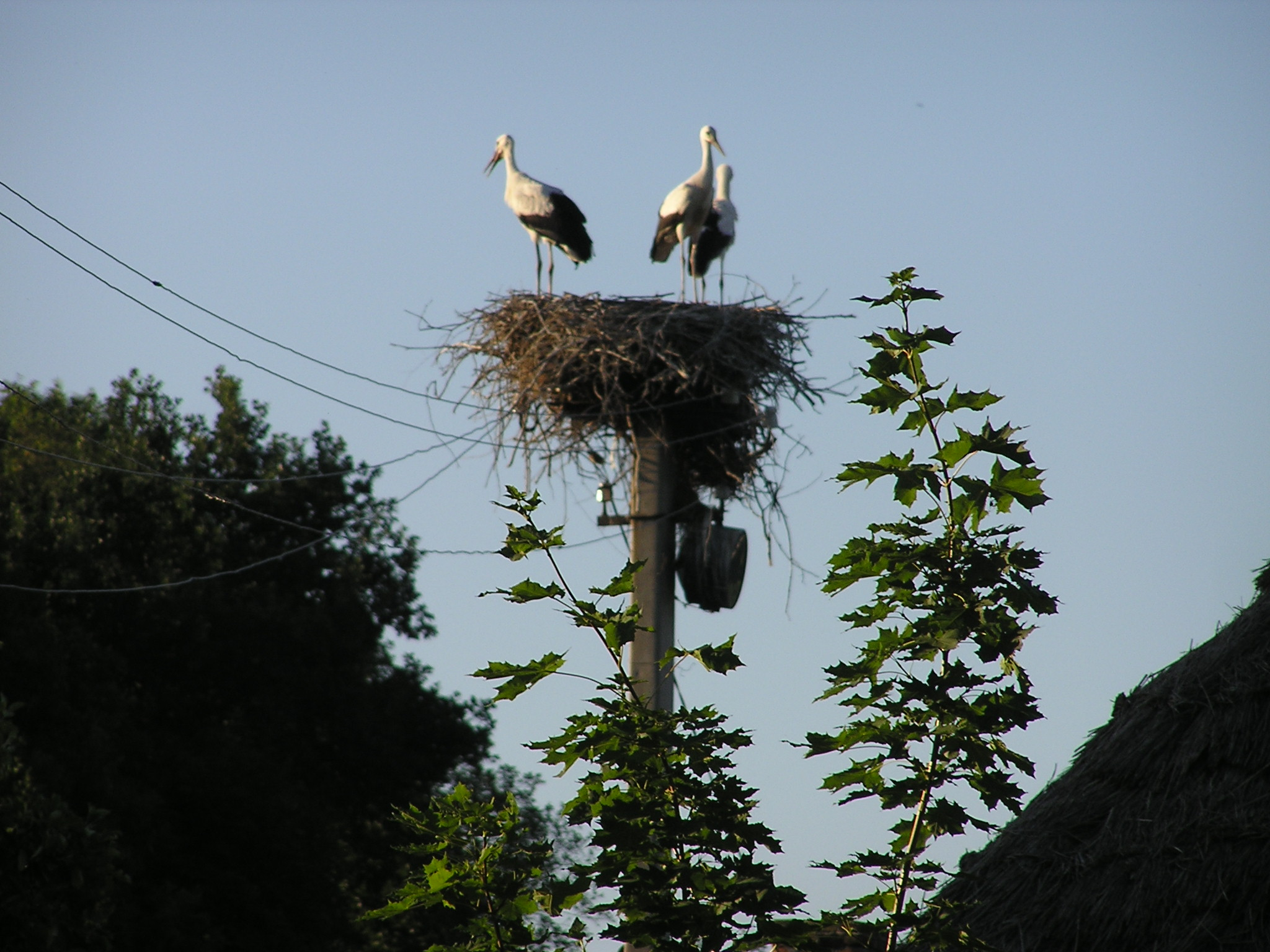
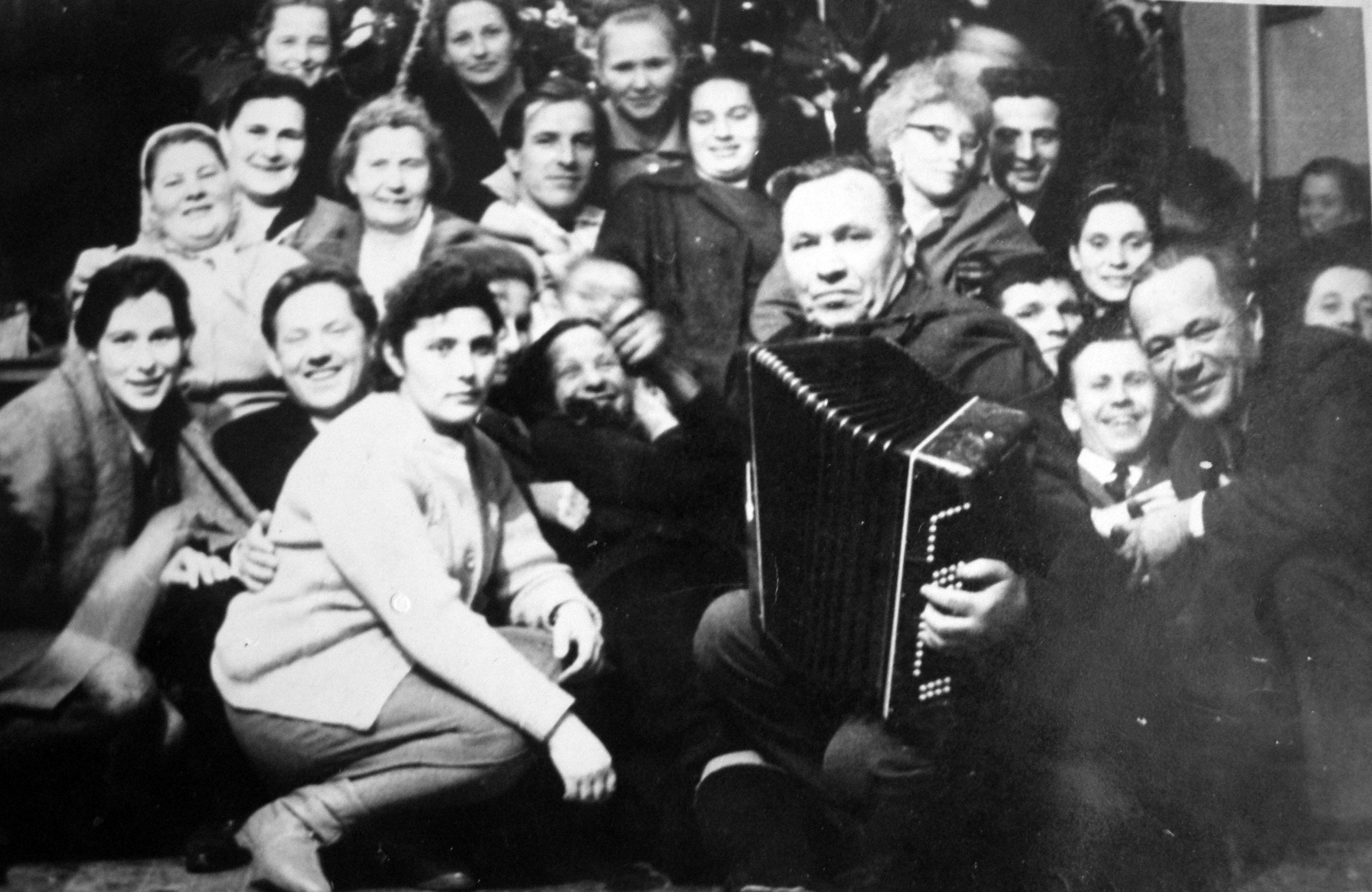
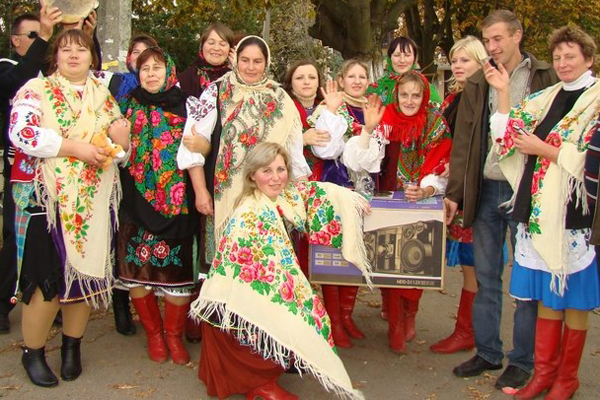
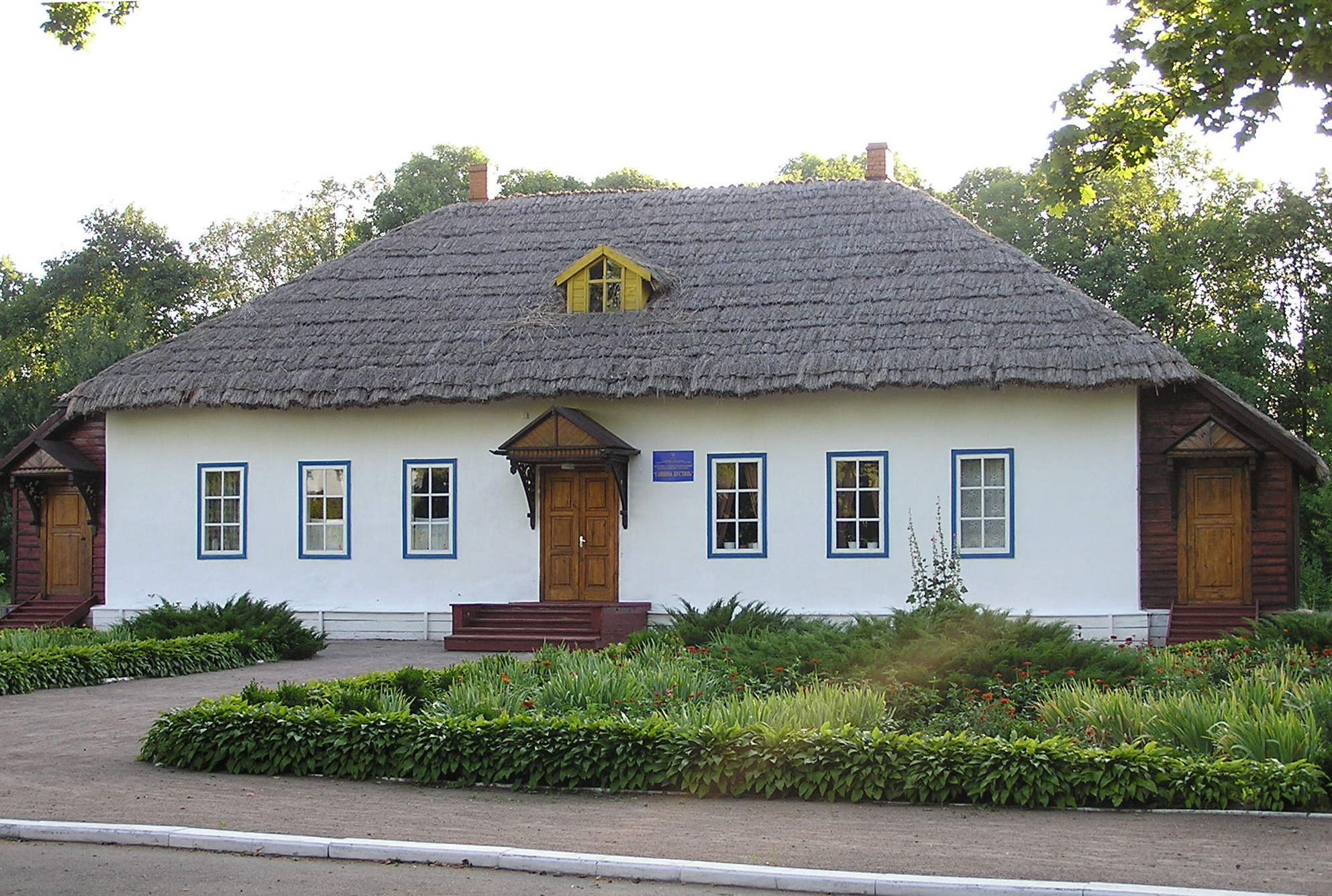